# الخاروفية
الخاروفية قرية سوريّة تتبع إداريّاً لمحافظة حلب منطقة عين العرب ناحية صرين، بلغ تعداد سكانها 974 نسمة حسب التعداد السكاني لعام 2004.